# Lee Garlington
Ann Leslie „Lee” Garlington (ur. 20 lipca 1953 w Teaneck) – amerykańska aktorka filmowa i telewizyjna.
Wystąpiła gościnnie w wielu serialach telewizyjnych, między innymi w Prezydenckim pokerze, Siódmym niebie, CSI: Kryminalnych zagadkach Las Vegas i Orły z Bostonu. Wcieliła się także w postać Kirsten, córki Rose Nylund, w finałowym sezonie sitcomu stacji NBC pt. The Golden Girls. Występowała w powracającej roli w serialu Everwood oraz była jedną z gwiazd serii CBS Lenny. Wystąpiła jako Myrna w Psychozie II oraz jej sequelu – Psychozie III. Miała otrzymać jedną z głównych ról w serialu NBC Kroniki Seinfelda, lecz ostatecznie zrezygnowano z idei wprowadzenia żeńskiej głównej bohaterki do serii.